# 24 км (зупинний пункт, Луганська дирекція Донецької залізниці)
24 км — закрита пасажирська зупинна залізнична платформа Луганської дирекції Донецької залізниці.
Розташована на заході м. Лутугине, Лутугинський район, Луганської області на лінії Лутугине — Бразоль між станціями Лутугине (2 км) та Бразоль (5 км).